# 箭靶竹
箭靶竹（学名：Gelidocalamus longiinternodus）为禾本科井冈寒竹属下的一个种。

## 扩展阅读
- 維基物種上的相關：箭靶竹